# Ministère de la Gestion des catastrophes et des Réfugiés
Le ministère de la Gestion des catastrophes et des Réfugiés (anglais : Ministry of Disaster Management and Refugee Affairs, MIDIMAR, kinyarwanda : Ministeri y'Imicungire y'Ibiza n'Impunzi) est un ministère du gouvernement rwandais. Le ministère a son siège dans le Blue Star House à Kigali.

## Liste des ministres
- 2010-2013 : Marcel Gatsinzi
- 2013-2017 : Séraphine Mukantabana
- 2017-2020 : Jeanne d'Arc Debonheur
- Depuis 2020 : Marie Solange Kayisire